# Моложев-Двур
Моложев-Двур (пол. Mołożew-Dwór) — село в Польщі, у гміні Яблонна-Ляцька Соколовського повіту Мазовецького воєводства.
У 1975-1998 роках село належало до Седлецького воєводства.